# Nepalomyia beijingensis
Nepalomyia beijingensis är en tvåvingeart som beskrevs av Wang och Yang 2005. Nepalomyia beijingensis ingår i släktet Nepalomyia och familjen styltflugor. Inga underarter finns listade i Catalogue of Life.